# Alcampell
Alcampell (katalánul: El Campell) település Spanyolországban, Huesca tartományban. Alcampell Albelda, Altorricón, Peralta de Calasanz, San Esteban de Litera, Baélls, Almacelles, Almenar és Tamarite de Litera községekkel határos. Lakosainak száma 639 fő (2024).

## Népesség
A település lakosságának változását az alábbi diagram mutatja:
| Lakosok száma | 901  | 849  | 827  | 793  | 762  | 707  | 678  | 631  | 627  | 639  |
|               | 2001 | 2004 | 2006 | 2009 | 2011 | 2014 | 2016 | 2019 | 2021 | 2024 |